# Судебная генеалогия
Судебная генеалогия (англ. Forensic genealogy) — это развивающаяся методика использования генетической информации для идентификации подозреваемых или потерпевших в уголовных делах. По состоянию на июль 2019 года использование этой методики привело к раскрытию более 40 подозреваемых в убийстве и сексуальном насилии. Возможности судебной генеалогии основаны на использовании баз данных с открытым исходным кодом, таких как GEDMatch. Через GEDMatch пользователи могут загружать результаты своей генеалогии напрямую от компаний-потребителей, чтобы определить родственников.
Это возможно благодаря анализу сегментов ДНК, идентифицируемых по происхождению (IBD), которые указывают на общих предков. Данные, доступные в GEDMatch, который состоит из генетических профилей примерно 1,2 миллиона человек, доказали свою способность идентифицировать троюродного брата или более близкого человека у более чем 90% населения. Эта информация, используемая вместе с демографическими идентификаторами, такими как возраст, пол и место жительства, достаточна для идентификации любого человека, имеющего троюродного брата или более близкого человека в базе данных с открытым исходным кодом.
Правоохранительные органы воспользовались доступом к базам данных с открытым исходным кодом, загрузив генеалогические данные с места преступления и установив родственников потенциальных подозреваемых. Затем специалисты по генеалогии проводят сборку генеалогического древа и анализ демографических идентификаторов. Компания Parabon NanoLabs возглавила большую часть усилий по внедрению судебной генеалогии в качестве инструмента расследования. В мае 2019 года компания заявила, что раскрывает «холодные» дела по одному в неделю, одновременно работая над сотнями дел.

## В культуре
- Прорыв — шведский четырёхсерийный мини-сериал 2025 года, посвящённый расследованию двойного убийства[англ.], произошедшего в 2004 году и раскрытого лишь в 2020 году благодаря методам судебной генеалогии.